# Trescléoux
Trescléoux est une commune française située dans le département des Hautes-Alpes en région Provence-Alpes-Côte d'Azur, dans le canton d'Orpierre avant le redécoupage cantonal de 2014 en France et maintenant dans le canton de Serres.

## Géographie
Trescléoux est située dans le sud-ouest des Hautes-Alpes, dans le canton d'Orpierre. La commune est accessible par la RD 949, reliant Lagrand à Rosans. Elle compte, en plus du village, plusieurs hameaux : la Saulce, le Plan du Buëch, le Teyrac, la Tuillière et la Blache. Le Blaisance, rivière affluente du Buëch, arrose la commune d'ouest en est. Le village est surplombé par les rochers d'Aumage, culminant à 1 060 mètres, et la côte des Granets (1 359 mètres), au nord, et par le col de Garde (1 080 mètres), au sud.

### Climat
Pour des articles plus généraux, voir Climat de Provence-Alpes-Côte d'Azur et Climat des Hautes-Alpes.
En 2010, le climat de la commune est de type climat des marges montargnardes, selon une étude du Centre national de la recherche scientifique s'appuyant sur une série de données couvrant la période 1971-2000. En 2020, Météo-France publie une typologie des climats de la France métropolitaine dans laquelle la commune est exposée à un climat de montagne ou de marges de montagne et est dans la région climatique Alpes du sud, caractérisée par une pluviométrie annuelle de 850 à 1 000 mm, minimale en été.
Pour la période 1971-2000, la température annuelle moyenne est de 10,6 °C, avec une amplitude thermique annuelle de 17,1 °C. Le cumul annuel moyen de précipitations est de 957 mm, avec 7,6 jours de précipitations en janvier et 4,5 jours en juillet. Pour la période 1991-2020, la température moyenne annuelle observée sur la station météorologique de Météo-France la plus proche, « Laragne Montéglin », sur la commune de Laragne-Montéglin à 10 km à vol d'oiseau, est de 12,0 °C et le cumul annuel moyen de précipitations est de 813,8 mm. 
La température maximale relevée sur cette station est de 41,1 °C, atteinte le 28 juin 2019 ; la température minimale est de −17,4 °C, atteinte le 18 décembre 2010,,.
Les paramètres climatiques de la commune ont été estimés pour le milieu du siècle (2041-2070) selon différents scénarios d'émission de gaz à effet de serre à partir des nouvelles projections climatiques de référence DRIAS-2020. Ils sont consultables sur un site dédié publié par Météo-France en novembre 2022.

## Urbanisme

### Typologie
Au 1er janvier 2024, Trescléoux est catégorisée commune rurale à habitat dispersé, selon la nouvelle grille communale de densité à 7 niveaux définie par l'Insee en 2022.
Elle est située hors unité urbaine. Par ailleurs la commune fait partie de l'aire d'attraction de Laragne-Montéglin, dont elle est une commune de la couronne,. Cette aire, qui regroupe 10 communes, est catégorisée dans les aires de moins de 50 000 habitants,.

### Occupation des sols
L'occupation des sols de la commune, telle qu'elle ressort de la base de données européenne d’occupation biophysique des sols Corine Land Cover (CLC), est marquée par l'importance des forêts et milieux semi-naturels (65,3 % en 2018), une proportion sensiblement équivalente à celle de 1990 (65 %). La répartition détaillée en 2018 est la suivante : 
forêts (34,5 %), terres arables (27,5 %), milieux à végétation arbustive et/ou herbacée (21 %), espaces ouverts, sans ou avec peu de végétation (9,8 %), zones urbanisées (2,8 %), prairies (2,3 %), zones agricoles hétérogènes (2,1 %).
L'évolution de l’occupation des sols de la commune et de ses infrastructures peut être observée sur les différentes représentations cartographiques du territoire : la carte de Cassini (XVIIIe siècle), la carte d'état-major (1820-1866) et les cartes ou photos aériennes de l'IGN pour la période actuelle (1950 à aujourd'hui).

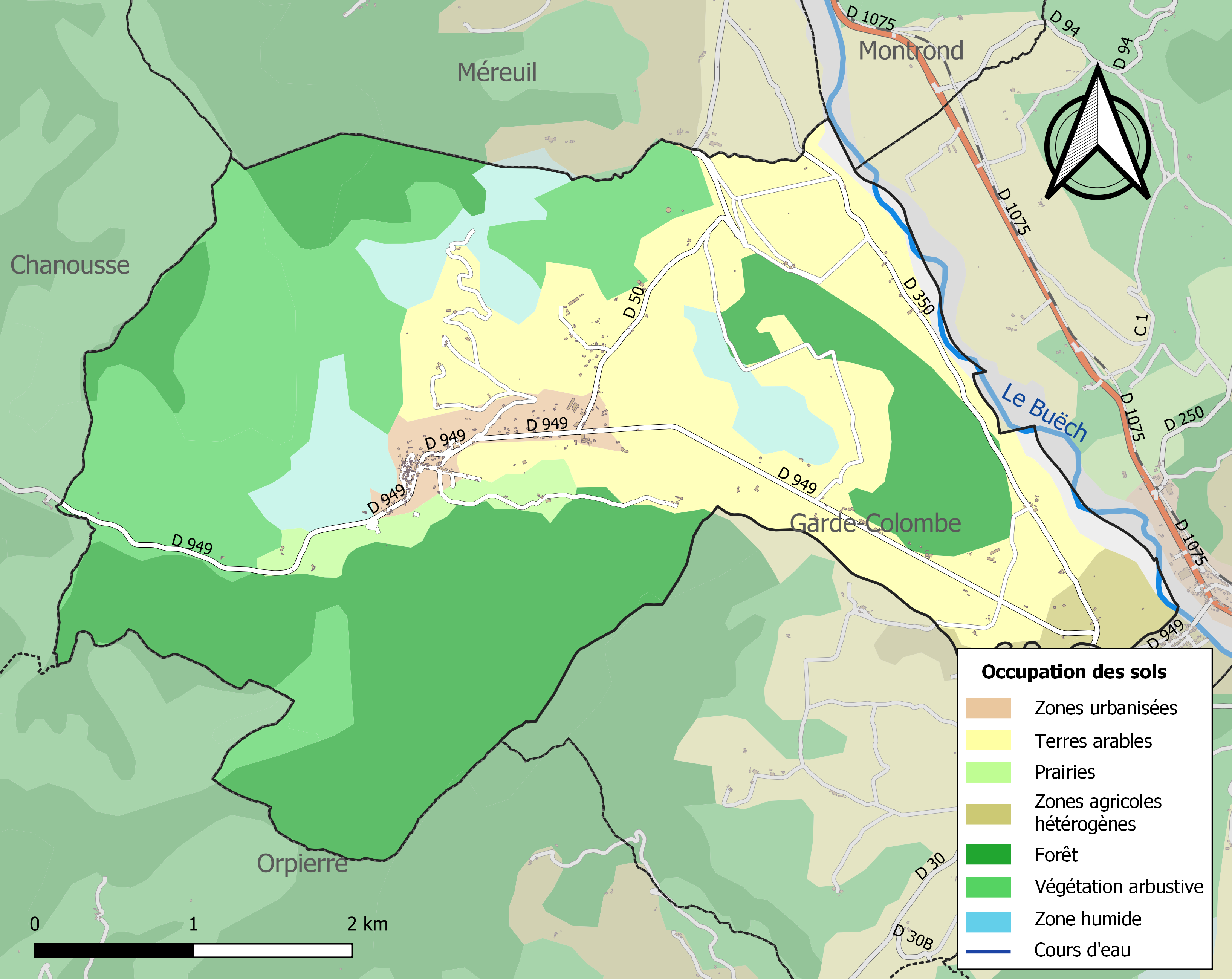
Carte de l'occupation des sols de la commune en 2018 (CLC).

## Toponymie
Le nom de la localité est cité sous les formes Trescleux dès 1075 dans le cartulaire de l'abbaye Saint-Victor de Marseille, Tresclevi en 1115 et en 1150, De tribus oliviis en 1231, Triolivium en 1268.
Les différents formes observées rappellent un toponyme d'origine latine pouvant rappeler l'existence de trois pentes sans doute suffisamment caractéristiques pour avoir signification en ce lieu.
Une explication erronée du toponyme le christianisé qui le fait dériver des trois clous ayant servi à crucifier le Christ ; cette explication est malheureusement infondée.
Trescléus en occitan haut-alpin.

## Histoire
Mentionné en 1075.
Siège d'un prieuré fondé au XIe siècle et dépendant de l'abbaye Saint-Victor de Marseille.

## Politique et administration

### Budget et fiscalité 2014
En 2014, le budget de la commune était constitué ainsi :
- total des produits de fonctionnement : 369 000 €, soit 1 160 € par habitant ;
- total des charges de fonctionnement : 330 000 €, soit 1 036 € par habitant ;
- total des ressources d’investissement : 90 000 €, soit 284 € par habitant ;
- total des emplois d’investissement : 55 000 €, soit 174 € par habitant.
- endettement : 29 000 €, soit 91 € par habitant.

Avec les taux de fiscalité suivants :
- taxe d’habitation : 9,67 % ;
- taxe foncière sur les propriétés bâties : 15,35 % ;
- taxe foncière sur les propriétés non bâties : 64,38 % ;
- taxe additionnelle à la taxe foncière sur les propriétés non bâties : 96,83 % ;
- cotisation foncière des entreprises : 20,02 %.

### Liste des maires

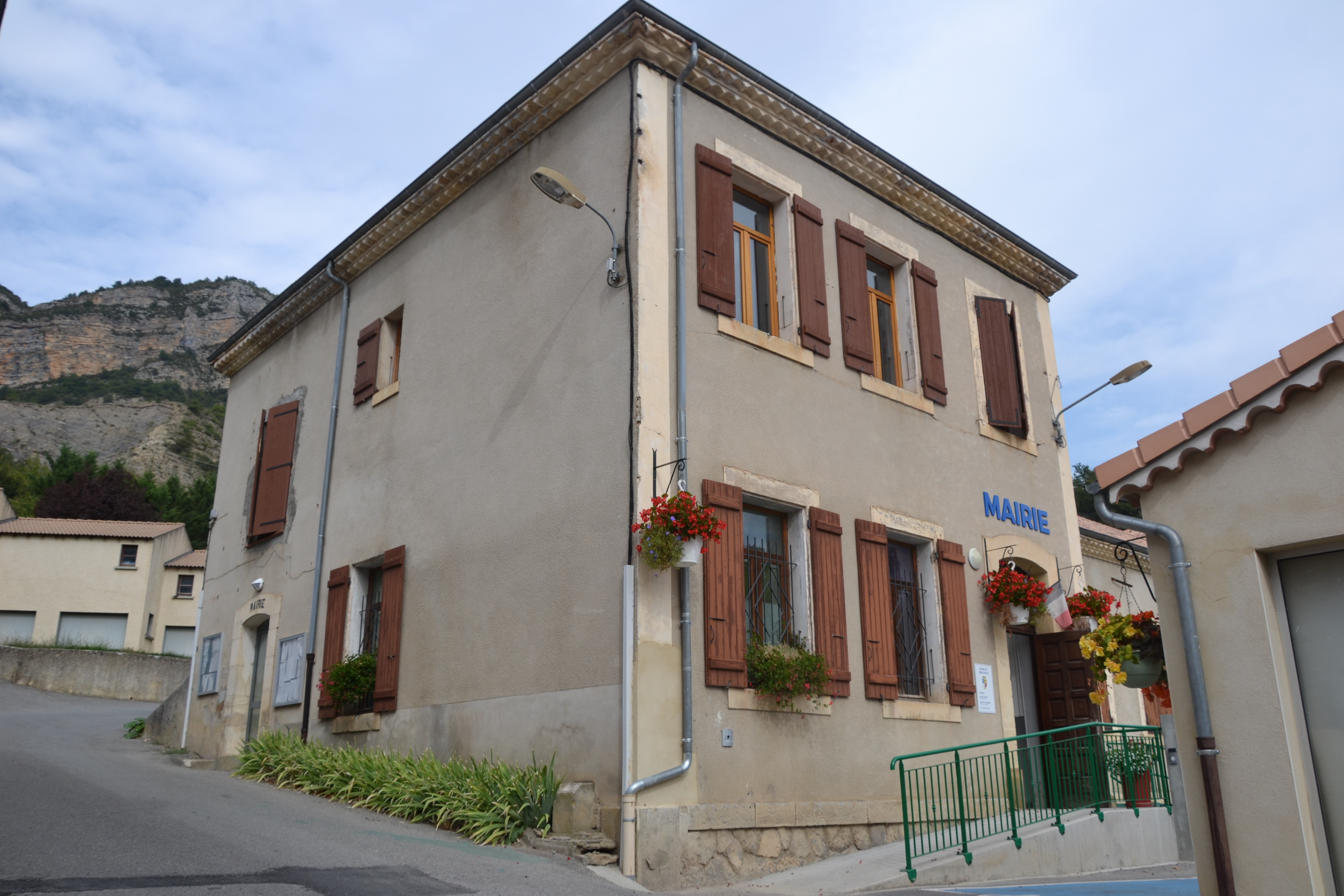
Mairie de Trescléoux.

| Période                                  | Période   | Identité       | Étiquette | Qualité                                                         |
| ---------------------------------------- | --------- | -------------- | --------- | --------------------------------------------------------------- |
| Les données manquantes sont à compléter. |           |                |           |                                                                 |
| mars 1977                                | mars 2008 | Georges Mas    | PS        | Conseiller général                                              |
| mars 2008                                | 2014      | Max Bonnet     | SE        | Conducteur de trains SNCF retraité                              |
| mars 2014                                | 2022      | Muriel Muller, |           | Profession intermédiaire administrative de la fonction publique |
| mars 2014                                | En cours  | Jean Schüler   |           |                                                                 |

### Intercommunalité
Trescléoux fait partie :
- de 1994 à 2017, de la communauté de communes interdépartementale des Baronnies ;
- à partir du 1er janvier 2017, de la communauté de communes Sisteronais-Buëch.

## Population et société

### Démographie
L'évolution du nombre d'habitants est connue à travers les recensements de la population effectués dans la commune depuis 1793. Pour les communes de moins de 10 000 habitants, une enquête de recensement portant sur toute la population est réalisée tous les cinq ans, les populations de référence des années intermédiaires étant quant à elles estimées par interpolation ou extrapolation. Pour la commune, le premier recensement exhaustif entrant dans le cadre du nouveau dispositif a été réalisé en 2005.

En 2022, la commune comptait 301 habitants, en évolution de −5,05 % par rapport à 2016 (Hautes-Alpes : +0,4 %, France hors Mayotte : +2,11 %).
| 1793 | 1800 | 1806 | 1821 | 1831 | 1836 | 1841 | 1846 | 1851 |
| ---- | ---- | ---- | ---- | ---- | ---- | ---- | ---- | ---- |
| 710  | 526  | 507  | 471  | 478  | 464  | 476  | 467  | 489  |

| 1856 | 1861 | 1866 | 1872 | 1876 | 1881 | 1886 | 1891 | 1896 |
| ---- | ---- | ---- | ---- | ---- | ---- | ---- | ---- | ---- |
| 458  | 473  | 461  | 484  | 501  | 491  | 503  | 501  | 505  |

| 1901 | 1906 | 1911 | 1921 | 1926 | 1931 | 1936 | 1946 | 1954 |
| ---- | ---- | ---- | ---- | ---- | ---- | ---- | ---- | ---- |
| 515  | 501  | 418  | 345  | 346  | 327  | 323  | 361  | 305  |

| 1962 | 1968 | 1975 | 1982 | 1990 | 1999 | 2005 | 2006 | 2010 |
| ---- | ---- | ---- | ---- | ---- | ---- | ---- | ---- | ---- |
| 300  | 239  | 225  | 244  | 263  | 275  | 311  | 314  | 311  |

| 2015 | 2020 | 2022 | - | - | - | - | - | - |
| ---- | ---- | ---- | - | - | - | - | - | - |
| 318  | 306  | 301  | - | - | - | - | - | - |

### Enseignement

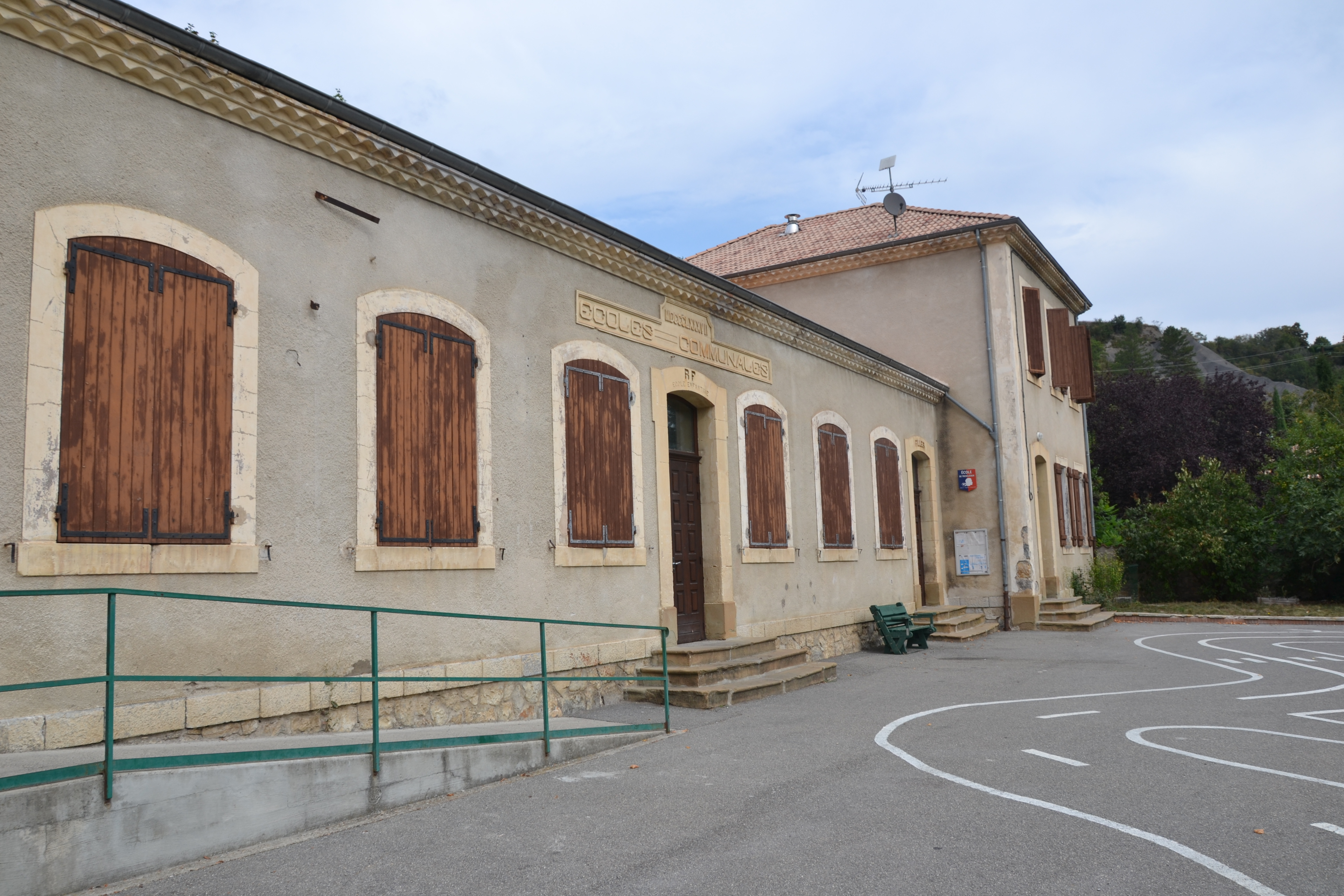
École de Trescléoux.

Trescléoux dépend de l'académie d'Aix-Marseille. Les élèves commencent leur scolarité à l'école primaire du village, qui accueille 23 enfants.

### Santé
Le Centre Hospitalier le plus proche est celui de Sisteron, à 29 km.

### Culte
La paroisse catholique de Trescléoux dépend du diocèse de Gap et d'Embrun. La commune dispose de l'église Sainte-Agathe. Les membres de l'église protestante ont un temple à leur disposition, datant de 1842.

### Vie associative

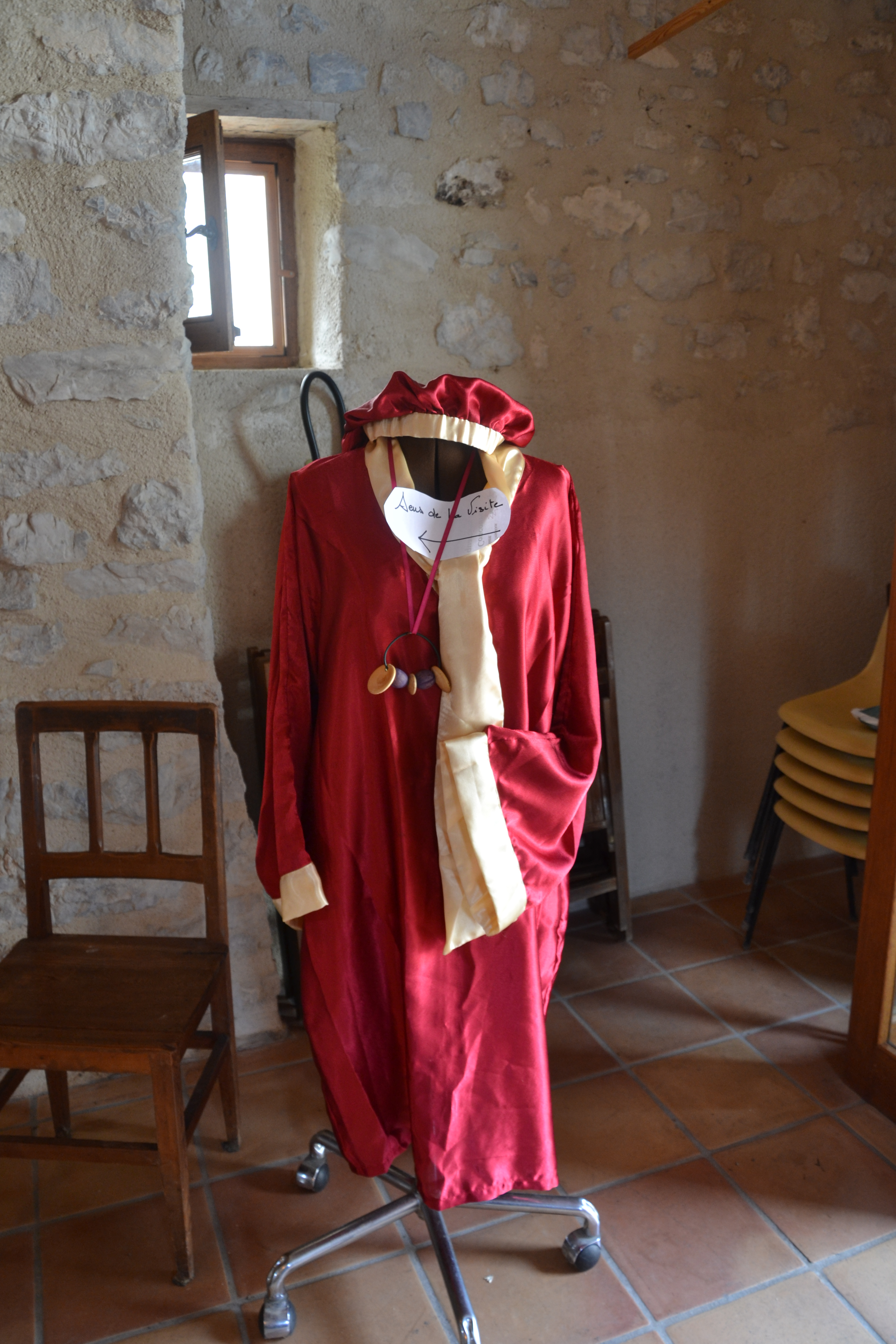
Tenue de confrère.

Plusieurs associations œuvrent sur la commune :
- Les Amis de Trescléoux (vie du patrimoine et de l'environnement)
- Culture et loisirs (Sorties évènements)
- Comité des Fêtes (fête votive-carnaval-vide grenier-animations estivales)
- Les Arts au Soleil (spectacles, conférences - grosse activité sur PACA)[26]
- Le Foyer Rural (composé de plus de 200 membres et qui développe de nombreuses activités[27].
- La congrégation des pistoliers (confrérie de sauvegarde de la pistole, gourmandise locale fabriquée à base de prune perdigone séchée et mise en forme).

## Économie
Arboriculture.
Village de retraités, mais peu d'emplois sur place pour les actifs.
Au XIXe et début XXe siècle : importante activité autour de la prune 'perdrigone' séchée et expédiée dans le monde entier sous la dénomination de 'pistole'. La Compagnie des Pistoliers a remis sa préparation et sa collecte à l'ordre du jour avec des démonstrations lors de manifestations dont la Foire aux Fruits Anciens d'Orpierre.

## Culture locale et patrimoine

### Lieux et monuments
- Porches intéressants,
- Pont ancien en dos-d'âne,
- Pont du Vieux Moulin,
- Moulin devenu communal en 1557,
- La Petite Église Sainte-Agathe de Trescléoux, ancien lieu de culte au XVIIe siècle, consacré à la suite d'un mécénat à des activités culturelles - concerts, conférences, théâtre, expositions.
- Ancien monastère Sainte-Marie.
- Temple de Trescléoux.

Le 21 août 1075, Ripertus, fils de Géraldus, ex-evêque de Gap, déclare vouloir fonder une cella monastique sur le territoire de son castrum de Trescléoux, au sommet d'une colline où se trouve déjà une église dont le vocable n'est pas précisé. À cette date, il fait don du lieu et de son église à l'abbaye Sainte-Marie et Saint-Victor de Marseille pour qu'elle y établisse un monastère.
Aucun élément visible n'est actuellement présent sur le site.

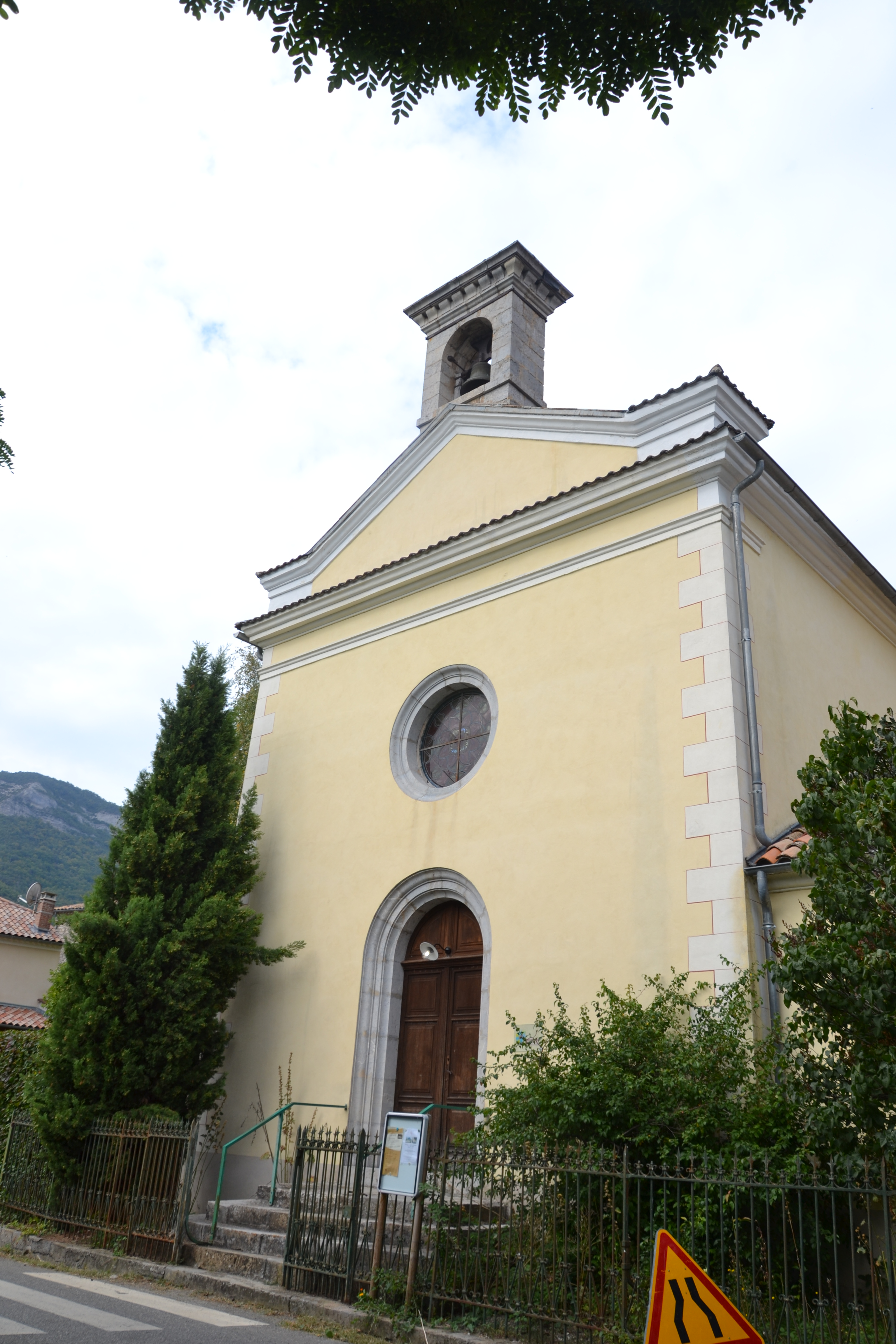
Temple protestant.
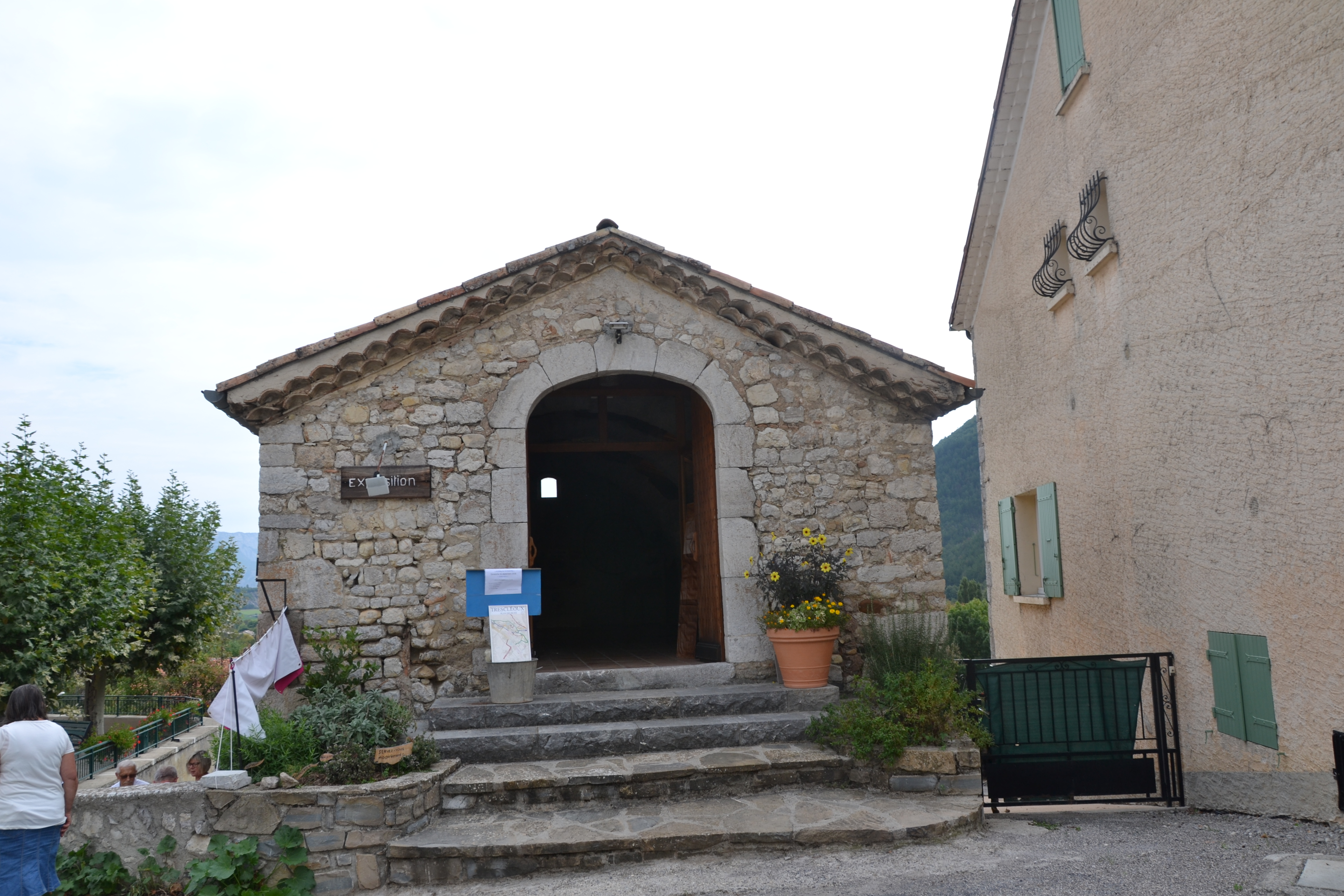
La petite église.

### Patrimoine naturel
La commune de Trescléoux dispose d'une grande diversité naturelle, notamment en termes de faune. Pour les amateurs de géologie, ou de spéléologie, la commune dénombre plusieurs cavités souterraines :
- Grotte naturelle d'Aumage[30]
- Trou naturel du Dugou[31]
- Grotte de Mazelieres 1[32]
- Grotte naturelle de Mazelieres 2[33]

### Personnalités liées à la commune
- Les Juste parmi les nations dans la commune de Trescléoux : Les Justes parmi les Nations des Hautes-Alpes : Edmée Vercueil; Edmond Vercueil; Élisa Vercueil; Hélène Vercueil; Louis Vercueil.

### Héraldique
| Blason de Trescléoux | Blason  | Écartelé : au 1er d'azur à la grive contournée d'or, au 2e d'or à trois prunes au naturel, au 3e d'hermine plain, au 4e de gueules au crosseron d'argent. |
| Blason de Trescléoux | Détails | Le statut officiel du blason reste à déterminer. |